# (10193) Nishimoto
(10193) Nishimoto (1996 PR1) – planetoida z pasa głównego asteroid okrążająca Słońce w ciągu 5,35 lat w średniej odległości 3,06 j.a. Odkryta 8 sierpnia 1996 roku.